# David Vršecký
David Vršecký, né le 8 décembre 1975 à Roudnice nad Labem (Région d'Ústí nad Labem, tout comme son compatriote Martin Koloc), est un pilote automobile tchèque sur circuits à bord de camions.

## Biographie
Il débute les compétitions continentales en 2002, obtenant sa première victoire l'année suivante au Nürburgring.
Pilote quasi exclusif du Buggyra International Racing Systém, il remporte deux titres consécutifs de Champion d'Europe de courses de camions, en 2008 et 2009 sur Buggyra ("Freightliner" -sans remorque ni conteneur-, marque obtenant alors également les titres constructeur), après avoir été troisième du championnat en 2003, 2004 et 2007 avec la même entreprise, qui le fait débuter en ETRC en 2002, alors qu'il évolue déjà comme son pilote essayeur de  1999 à 2001(pour le développement durant ses trois années initiales d'un véhicule apte à courir en catégorie Super-Race-Trucks); il est aussi 4e de l'ERTC en 2005, et 5e en 2006.
Toujours pour Buggyra, il bat plusieurs records de vitesse camions, tant en vélocité qu'en endurance:
- 2004 (février) - record mondial de vitesse en camion (sur le mile, à Dubaï);
- 2008 - record mondial du kilomètre -et du mile- départ arrêté;
- 2013 (avril) -  record mondial des 100 kilomètres, 100 miles, et de l'heure (au Lausitzring).

En 2011 il participe également au Paris Dakar.

## Distinction
- Meilleur nouveau pilote de la saison, en ETRC pour l'année 2002.

## Galerie d'images
David Vršecký sur le circuit de Jarama lors du Grand Prix d'Espagne 2013:

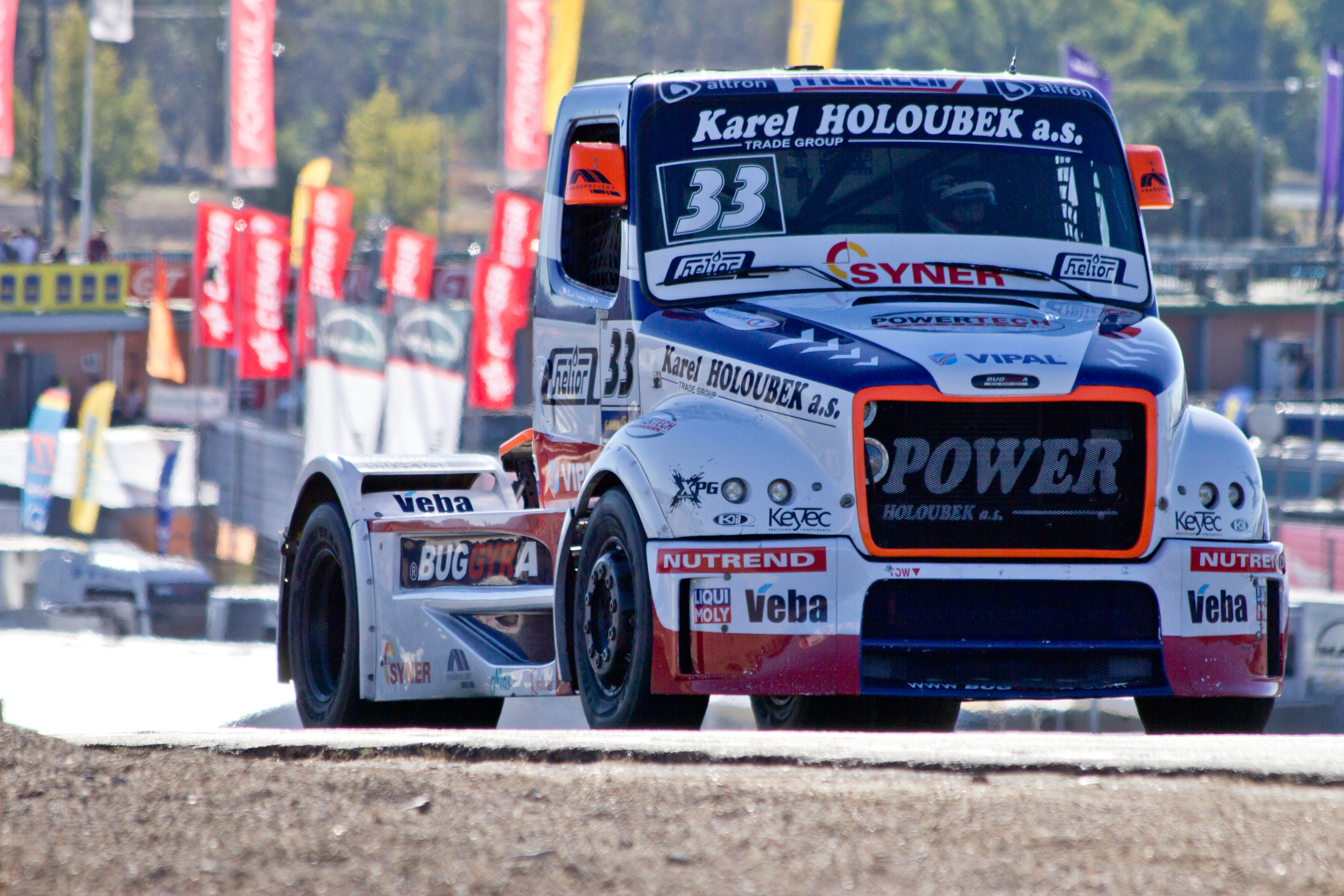
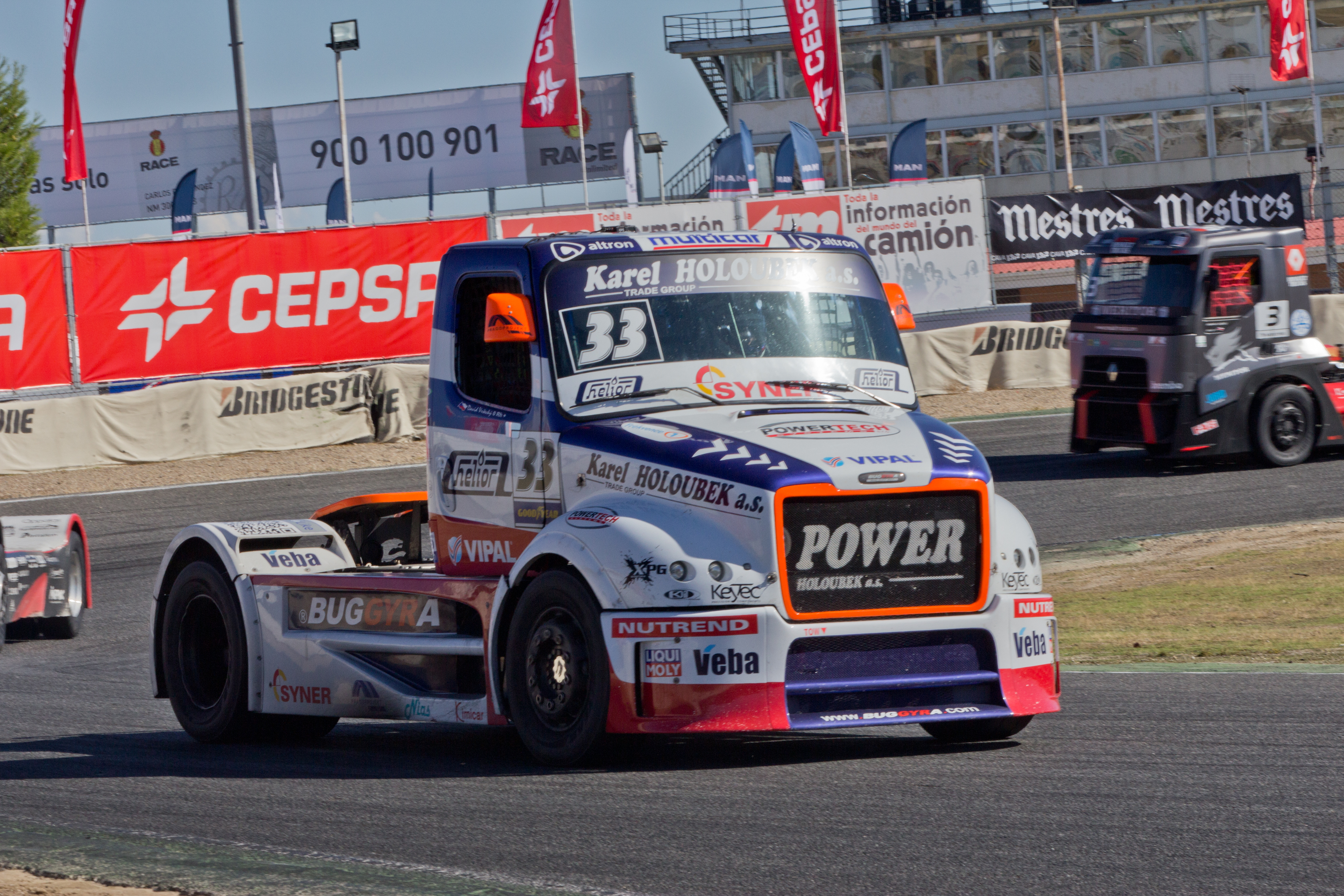
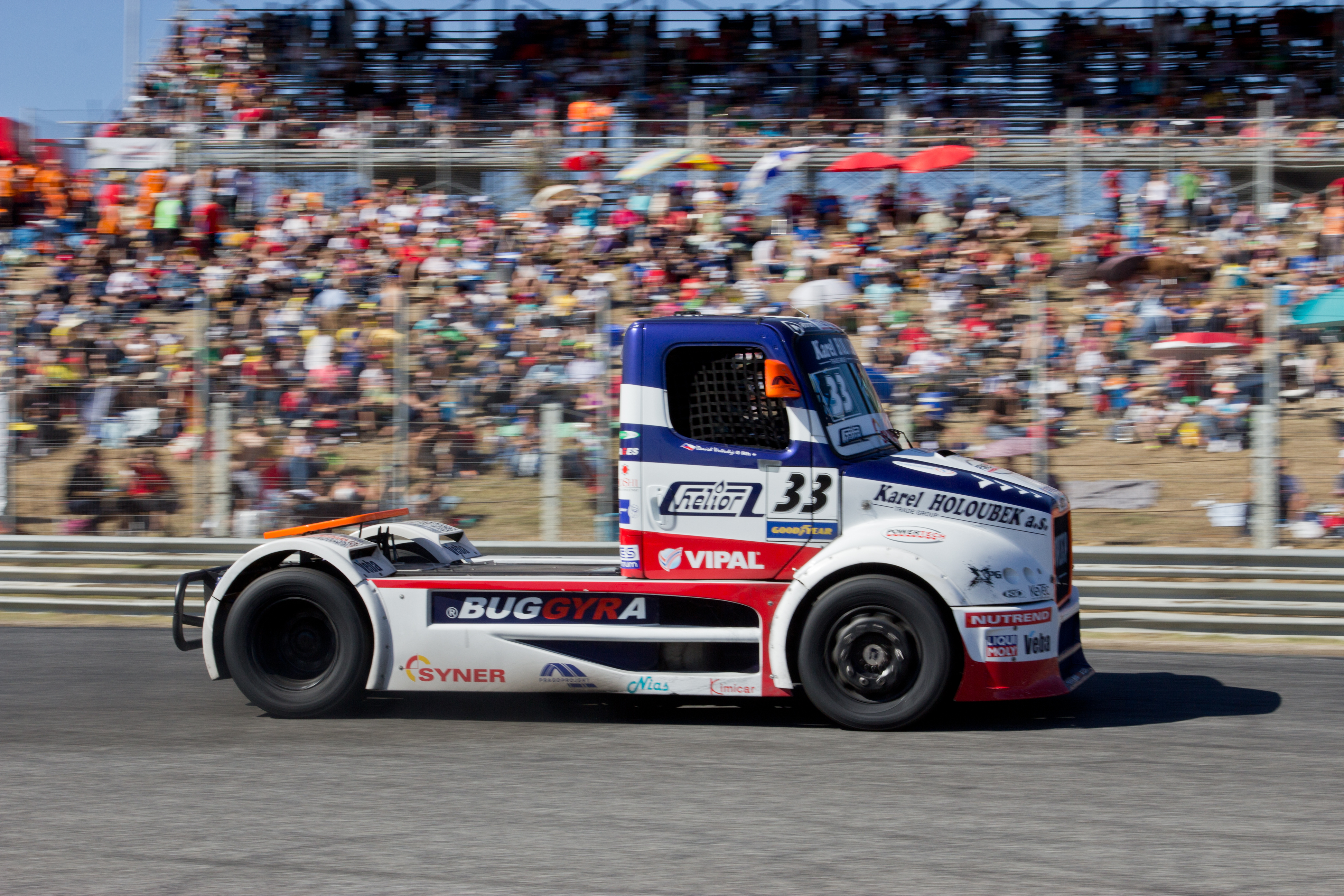
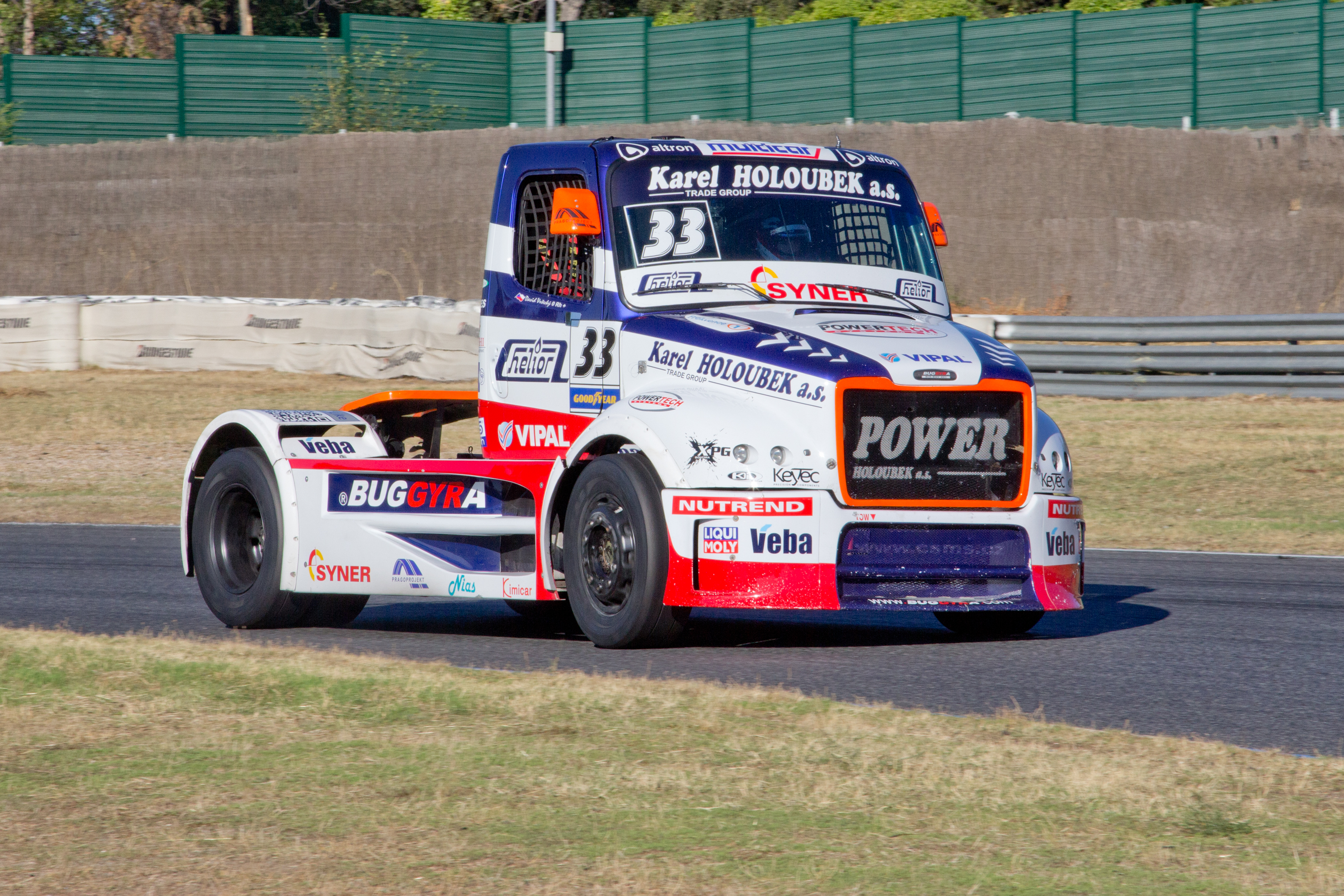
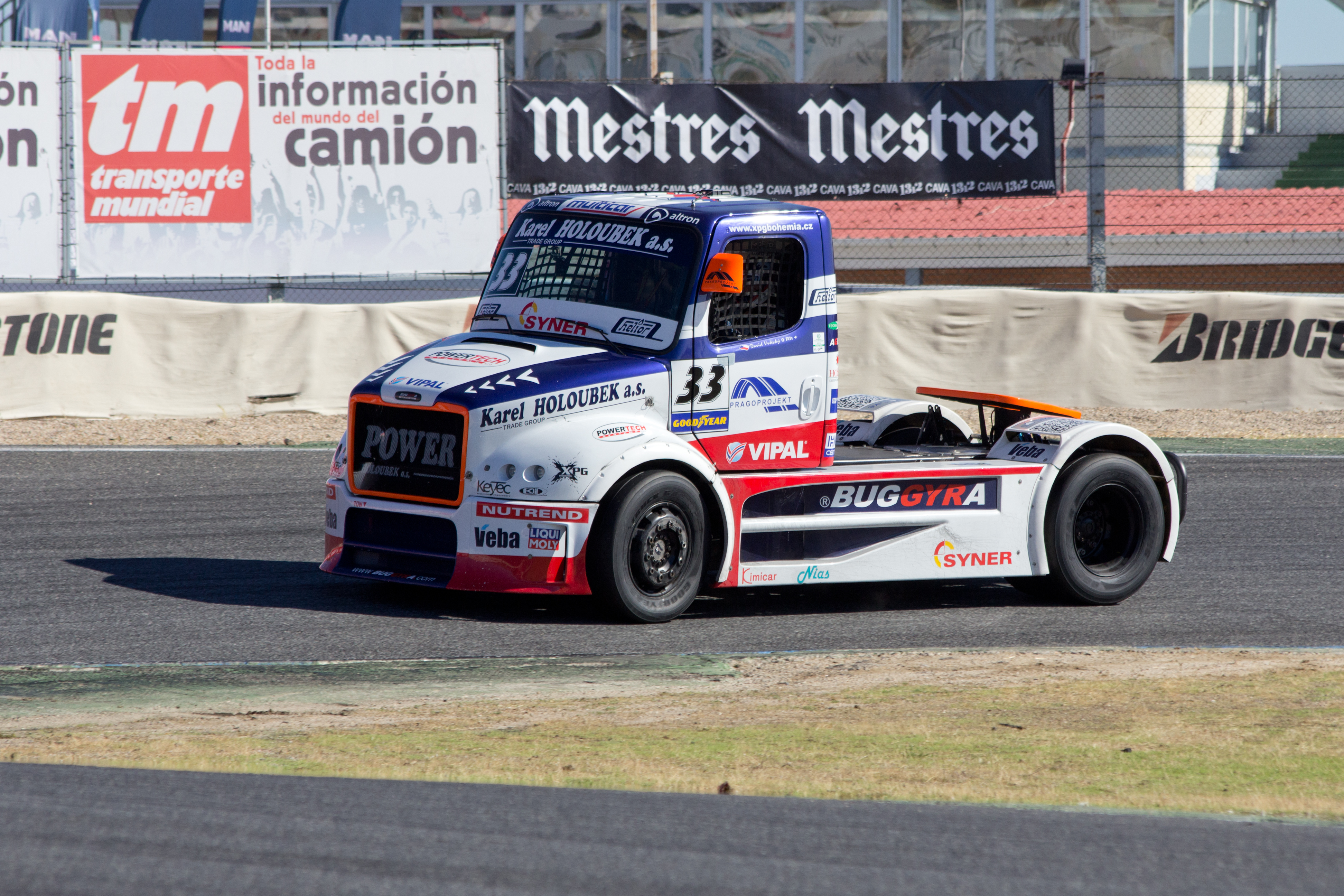